# Hospital Corporation of America
HCA Healthcare, Inc. — американская медицинская компания, управляющая сетью больниц в США и Великобритании, одна из крупнейших в мире.
Основана в 1968 году. Штаб-квартира расположена в Нашвилле (штат Теннеси, США). По состоянию на 2022 год сеть компании насчитывала 182 больницы, 126 хирургических центров и 21 центр эндоскопии в 20 штатах США и Англии. Компания неоднократно обвинялась в мошенничестве с медицинскими страховками.

## История
Основана в 1968 году в Нашвилле врачами Томасом Фристом и его сыном Томасом Фристом‑младшим, а также финансистом Джеком Мэсси.
Из скромного офиса компания управляла своей первой больницей — Park View Hospital. Через год компания стала публичной, выйдя с IPO на Нью‑Йоркскую фондовую биржу, имея в управлении 26 больниц. Через три года офис компании переехал в новое большое здание. Через 10 лет выручка компании перешагнула за 1 млрд долларов. В 1983 в управлении HCA находилось 376 больниц и филиалы в 7 странах. В этом десятилетии были приобретены компании Health Care Corporation, General Care Corporation, Hospital Affiliates International, General Health Services. В 1988 году проведён первый делистинг. С изменениями в программе «Медикэр» компании пришлось продать значительную часть больниц.
В 1992 году компания осуществила второе размещение акций. В 1994 году произошло слияние с компанией Columbia Hospital Corporation и стала называться Columbia/HCA. Columbia была основана в 1987 году в Канзас-Сити (Миссури), в 1993 году поглотила сеть больниц Galen Health Care, ранее принадлежавшей страховой компании Humana. В том же 1994 году были поглощены сеть амбулаторных хирургических центров Medical Care America и сеть больниц Healthtrust. После этого в объединённую корпорацию входило свыше 350 больниц, 145 учреждений амбулаторной хирургии, 550 агентств по уходу за больными на дому, персонал насчитывал 285 тысяч человек, капитализация компании оценивалась в 20 млрд долларов. В начале 1997 года была куплена компания Value Health. Однако позже в этом году против компании началось федеральное расследование о мошенничестве с выплатами по программе «Медикэр»; высшее руководство подало в отставку, остался только Томас Фрист-младший. Тогда же была продана сеть агентств медицинского обслуживания на дому и ряд больниц. В начале 2000 года расследование было прекращено после уплаты штрафа 745 млн долларов. В том же году компания сменила название на HCA — The Healthcare Company.
В ноябре 2006 года компания вновь стала частной, выкупив свои акции с помощью инвестиционных компаний Kohlberg Kravis Roberts и Bain Capital. В 2011 году в третий раз осуществила размещение акций.

## Собственники и руководство
- Томас Фрист мл. (Thomas F. Frist Jr., род. 12 августа 1938 года) — сооснователь, председатель совета директоров и крупнейший акционер (25 % акций); два его сына (Томас и Уильям) также входят в совет директоров. В 2022 году занимал 42-е место в списке самых богатых американцев Forbes 400 и 73-е место среди самых богатых людей мира. Его брат, Уильям Фрист, является известным политиком, в 2002—07 годах был лидером республиканского большинства в Сенате США[5].
- Сэмюел Хейзен (Samuel N. Hazen) — генеральный директор с 2019 года, в компании с 1983 года[6].

## Деятельность
По состоянию на 2022 год сеть компании насчитывала 182 больницы, из них 175 были общего профиля, 5 психиатрических лечебниц и 2 реабилитационный больницы (в сумме на 49 тыс. коек); помимо этого у компании есть 126 отдельных хирургических центров и 21 центр эндоскопии в 20 штатах США и Англии. Выручка за 2022 год составила 60,2 млрд долларов, из них 19,6 млрд пришлось на пациентов по программе «Медикэр», 6,6 млрд — по программе «Медикейд», 29,1 млрд — по другим программам медицинского страхования в США, 1,3 млрд — на международные программы медицинского страхования, 3,5 млрд — на пациентов без медицинской страховки. Половина выручки приходится на штаты Техас и Флорида.
Большинство больниц компании находится в штатах Флорида (46), Техас (45), Теннеси (14), Виргиния (11), Юта (8), Колорадо и Северная Каролина (по 7), Калифорния (5). Зарубежная деятельность представлена 7 больницами в Англии.
В списке крупнейших публичных компаний в мире Forbes Global 2000 за 2022 год HCA Healthcare заняла 195-е место. В списке крупнейших компаний США по размеру выручки Fortune 500 заняла 62-е место.

## Судебные преследования
В 1990-х годах в отношении компании проводилось расследование по подозрению в мошенничестве с медицинской страховкой «Медикэр» с участием ФБР и Налоговой службы США. После скандала компания избавилась от непрофильных активов, не связанных непосредственно с оказанием медицинских услуг.
В начале 2000‑х годов компания была признана виновной в 14 преступлениях, включая махинации с программой «Медикэр» врачи выставляли пациентам неверные диагнозы для госпитализации в свои больницы (штраф по «Медикэр», не считая процентов, составил 631 млн долларов, компенсации — 250 млн долларов, иски — около двух млрд долларов).
В середине 2000-х годов компания выплатила 20 млн долларов по искам акционерам, уличившим менеджмент в искажении финансовой отчётности.
В 2011 году газетой The New York Times были установлены новые махинации, проведённые HCA со страховыми выплатами, которые успели принести ей резкое увеличение доходов.